# John Spencer, 5:e earl Spencer
John Poyntz Spencer, 5:e earl Spencer, född den 27 oktober 1835, död den 13 augusti 1910 på Althorp, var en brittisk aristokrat, politiker och ämbetsman.

## Biografi
John Spencer var son till Frederick Spencer, 4:e earl Spencer.
John Spencer, då kallad Lord Althorp valdes 1857 till ledamot av underhuset, men ärvde redan i december samma år sin fars säte i överhuset och tillhörde där ända till 1905 det liberala partiets ledande män. Åren 1868–1874 var han i Gladstones första ministär lordlöjtnant på Irland, blev 1880 lordpresident i Gladstones andra ministär, men sändes i maj 1882, då lord Cowper avgick av missnöje över Gladstones uppgörelse med jordligans ledare (the Kilmainham treaty), för andra gången till Irland som lordlöjtnant.
Mordet i Phoenixparken (den 6 maj) på lord Frederick Cavendish inledde en period av ständiga sammansvärjningar och våldsdåd på Irland, men John Spencer bekämpade med lugn och fasthet oordningarna, men ådrog sig därigenom nationalist-agitatorernas ursinniga hat (de gav bland annat den måttfulle mannen det oförtjänta öknamnet "blodige Spencer"). Han avgick med Gladstone 1885, vanns av honom 1886 för home rule-politiken och var februari–augusti samma år lordpresident i den kortvariga tredje Gladstoneministären.
I Gladstones fjärde ministär och under Rosebery var Spencer (1892–1895) marinminister (förste amiralitetslord). Spencer arbetade mycket för sjökrigsmaterielens förnyelse och modernisering, bland annat genom införandet av jagare. När Gladstone avgick i mars 1894, hade han ämnat hos drottningen föreslå Spencer till sin efterträdare, men fick inte tillfälle därtill, då hon redan dessförinnan anförtrott ministärens rekonstruktion åt Rosebery.
Åren 1902–1905 var Spencer den liberala oppositionens ledare i överhuset och utpekades som blivande liberal premiärminister, men svår ohälsa nödgade honom sistnämnda år att lämna det politiska livet. Han dog ogift 1910, varför earlvärdigheten ärvdes av hans halvbror, Charles Spencer, 6:e earl Spencer (farfars far till prinsessan Diana ).